# Campionato europeo di hockey su slittino 2007
Il II Campionato europeo di hockey su slittino si è svolto a Pinerolo, Italia, tra il 18 e il 24 novembre 2007
Sette furono le formazioni iscritte:  Rep. Ceca,  Estonia,  Germania,  Italia,  Norvegia,  Polonia,  Svezia.
La formula rimase invariata rispetto alla precedente edizione, con un girone all'italiana di sola andata. Cambiò invece il sistema di punteggio, con l'abolizione del pareggio, e l'introduzione di un tempo supplementare ed eventualmente dei rigori in caso di ulteriore parità: 3 punti alla vincitrice nei tempi regolamentari, 2 alla vincitrice ai supplementari o ai rigori, 1 alla sconfitta ai supplementari o ai rigori.
Si è trattata dell'ultima edizione a cadenza biennale: nel 2008 l'IPC decise di varare un calendario delle manifestazioni internazionali che prevede lo svolgimento dei campionati continentali con cadenza quadriennale, nell'anno successivo alle Paralimpiadi invernali.

## Classifica finale
| Pos. | Nazione   | Pt. | PG | V | VOT | SOT | S | GF | GS |
| ---- | --------- | --- | -- | - | --- | --- | - | -- | -- |
| 1.   | Norvegia  | 18  | 6  | 6 | 0   | 0   | 0 | 39 | 4  |
| 2.   | Rep. Ceca | 15  | 6  | 5 | 0   | 0   | 1 | 14 | 6  |
| 3.   | Germania  | 12  | 6  | 4 | 0   | 0   | 2 | 32 | 9  |
| 4.   | Svezia    | 6   | 6  | 2 | 0   | 0   | 4 | 26 | 20 |
| 5.   | Estonia   | 6   | 6  | 2 | 0   | 0   | 4 | 12 | 14 |
| 6.   | Italia    | 6   | 6  | 2 | 0   | 0   | 4 | 12 | 31 |
| 7.   | Polonia   | 0   | 6  | 0 | 0   | 0   | 6 | 1  | 52 |

Legenda: PG = partite giocate; V = vittorie conseguite nei tempi regolamentari; VOT= vittorie conseguite ai tempi supplementari o ai rigori; POT = sconfitte subite ai tempi supplementari o ai rigori; P = sconfitte subite nei tempi regolamentari; GF = reti segnate; GS = reti subite